# 臺北運務段

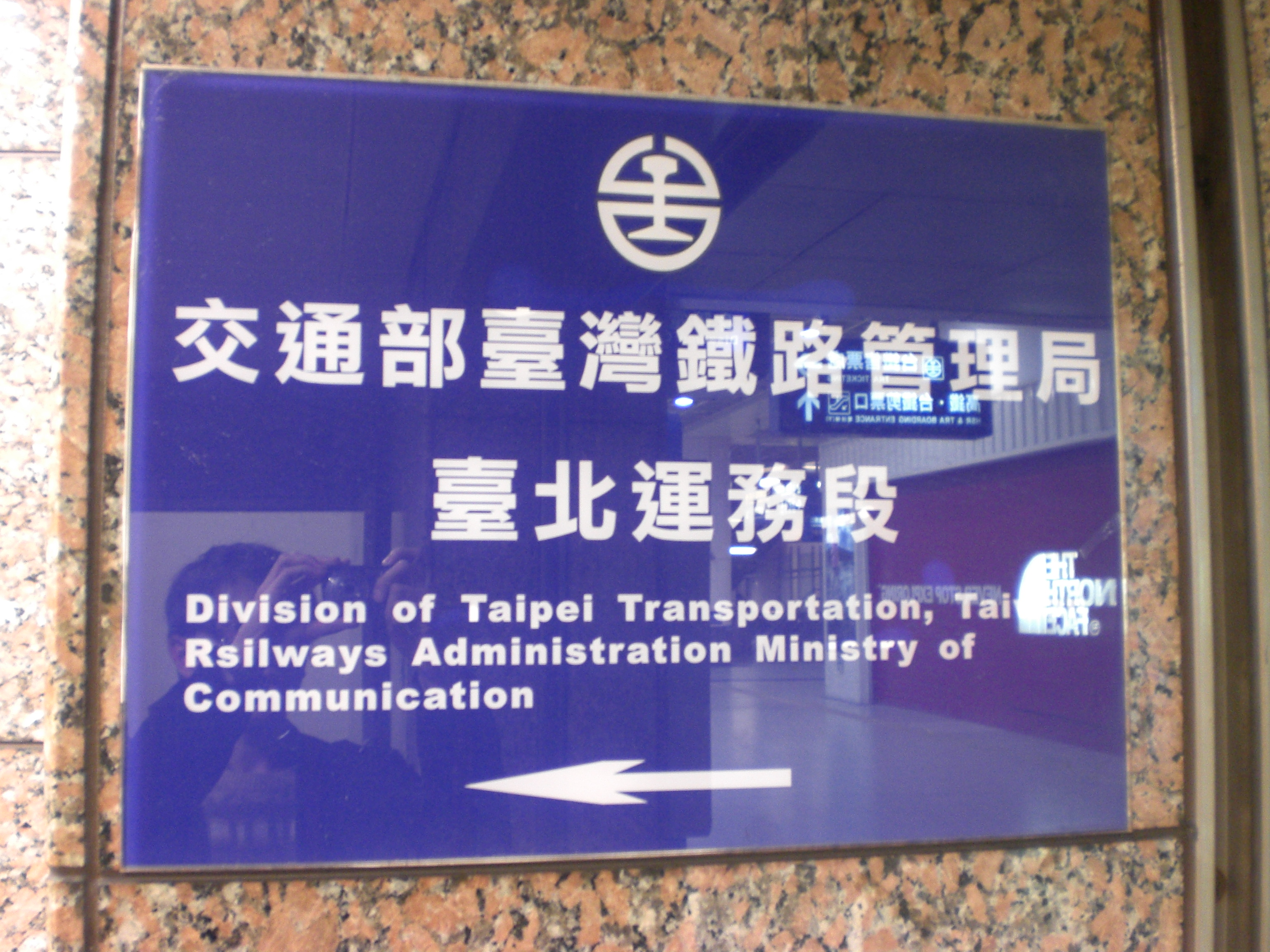
臺灣鐵路管理局臺北運務段標示牌

臺北運務段為臺灣鐵路公司北區營運處下的所屬機構，主要業務辦理轄屬各場站、車班組，有關客貨營運、行車運轉之管理與督導考核事項。

## 組織編制

### 段本部
- 段長、副段長、視察各1人
- 運務股、業務股、總務股、政風室、勞安室、人事室各置主任1人

### 車班組
- 基隆車班組
- 臺北車班組
- 新竹車班組

### 車站
- 特等站：臺北
- 一等站：瑞芳、基隆、七堵、南港、松山、萬華、板橋、樹林、桃園、中壢、新竹
- 二等站：八堵、汐止、鶯歌、竹東
- 三等站：山佳、內壢、埔心、楊梅、富岡、湖口、新豐、竹北
- 簡易站（括弧內為其管理站）：三坑（基隆）、百福（七堵）、五堵（汐止）、汐科（汐止）、浮洲（板橋）、南樹林（樹林） 、北新竹（新竹）、千甲（新竹）、新莊（新竹）
  - 甲種：北湖（湖口）、竹中（竹東）、香山（新竹）
  - 乙種：九讚頭、內灣、六家（以上均由竹東管理）
  - 丙種：無
- 招呼站：上員、榮華、橫山、合興、富貴（以上均由竹東管理）

## 大事紀
- 1945年10月原日本政府設立之臺灣總督府交通局鐵道部被中華民國政府改組整編為「臺灣省行政長官公署交通處鐵路管理委員會」。
- 1947年6月1日臺灣省行政長官公署交通處鐵路管理委員會成立車務處第二車務段。
- 1948年3月5日臺灣省行政長官公署交通處鐵路管理委員會改制為臺灣鐵路管理局，隸屬於臺灣省政府交通處。同年10月18日車務處改組整編為運務處，第二車務段更名為臺北運務段。
- 1965年3月5日中和線通車。
- 1965年3月25日新店線停駛。
- 1968年1月1日林口線通車。
- 1982年2月16日基隆、新竹運務段併入本段。
- 1986年華山站撤站。
- 1988年7月15日淡水線停駛。
- 1990年9月19日中和線停駛。
- 2000年5月8日本段由原址台北市中正區北平西路3號，搬遷至台北市萬華區康定路319號（萬華站）。
- 2002年6月1日五堵站由三等站降為簡易站（改由汐止站管理）。
- 2003年5月9日三坑站啟用。
- 2003年10月10日起奉令將原「南河站」改名為「富貴站」。
- 2004年11月1日本段由原址台北市萬華區康定路319號（萬華站）搬遷至新北市板橋區縣民大道二段7號1A樓（板橋站）。
- 2005年8月3日七堵調車場啟用。
- 2005年10月28日「林口線」開行客運列車。
- 2006年5月9日「南港專案」新五堵站、汐止站高架化切換啟用。
- 2006年5月29日為辦理「臺鐵捷運化」工程案，中壢站第2月台（島式）施工完竣。
- 2007年1月2日八堵站由一等站調整為二等站。
- 2007年3月1日「內灣線」部份停駛（新竹至竹東站）。
- 2007年4月16日九讚頭站降為乙種簡易站。
- 2007年5月8日百福站啟用。
- 2007年9月1日旅客列車附掛小汽車業務開辦。
- 2007年12月30日汐科站啟用。
- 2008年4月1日埔心站新站房啟用。
- 2008年9月21日「南港專案」汐止─南港站間地下化切換 （页面存档备份，存于） 。
- 2009年12月31日：悠遊卡搭乘台鐵列車試辦合約到期，但悠遊卡公司承諾繼續提供台鐵基隆至中壢間各站乘車旅客悠遊卡服務。
- 2010年3月26日：西部幹線基隆—新竹、東部幹線八堵—瑞芳間（暖暖除外）啟用台灣通電子票證乘車。
- 2010年11月23日：台鐵多卡通自動驗票閘門於南港車站、松山車站和台北車站正式啟用。
- 2010年12月16日：台鐵多卡通自動驗票閘門於基隆—中壢間各站啟用。
- 2011年11月11日：六家線完工營運，同時內灣線新竹—竹東段改建完成恢復通車。
- 2012年9月28日：北湖車站正式啟用。
- 2013年1月1日：林口線停駛，客運和運煤列車不會再進入林口線。
- 2015年12月23日：南樹林站啟用。